# Locomore
Locomore es una empresa ferroviaria alemana fundada en 2007, que ofreció un servicio de pasajeros en libre acceso y en concurrencia con Deutsche Bahn entre 2016 y 2017, antes de verse forzada a cerrar por insolvencia.
Tras vender su material rodante a Leo Express, quien ahora lo opera bajo la marca Flixtrain, la empresa se dedica a ofrecer vajes de eventos bajo el nombre Locomore ExtraZug, así como a servicios de refuerzo para DB Regio Bayern. 

## Fundación
Locomore GmbH & Co. KG, cuyo socio general era Railway Management GmbH, fue fundada en 2007 como locomore rail GmbH & Co. KG por Derek Ladewig, con el fin de desarrollar nuevas ofertas de movilidad en Alemania.

Las acciones de la empresa pertenecían principalmente al propio Ladewig (61,5 %), así como a los empleados (16 %). La empresa adquirió una participación del 17,5 en 2009 % en la recién fundada Hamburg-Köln-Express GmbH (HKX), que lanzó un servicio entre estas dos ciudades en 2012 como competidor privado de Deutsche Bahn. Debido a diferentes puntos de vista estratégicos con el inversor mayoritario estadounidense de HKX, ambos se separaron el 31 de diciembre de 2012, dejando espacio  a la empresa para preparar la introducción de su propio tren. 

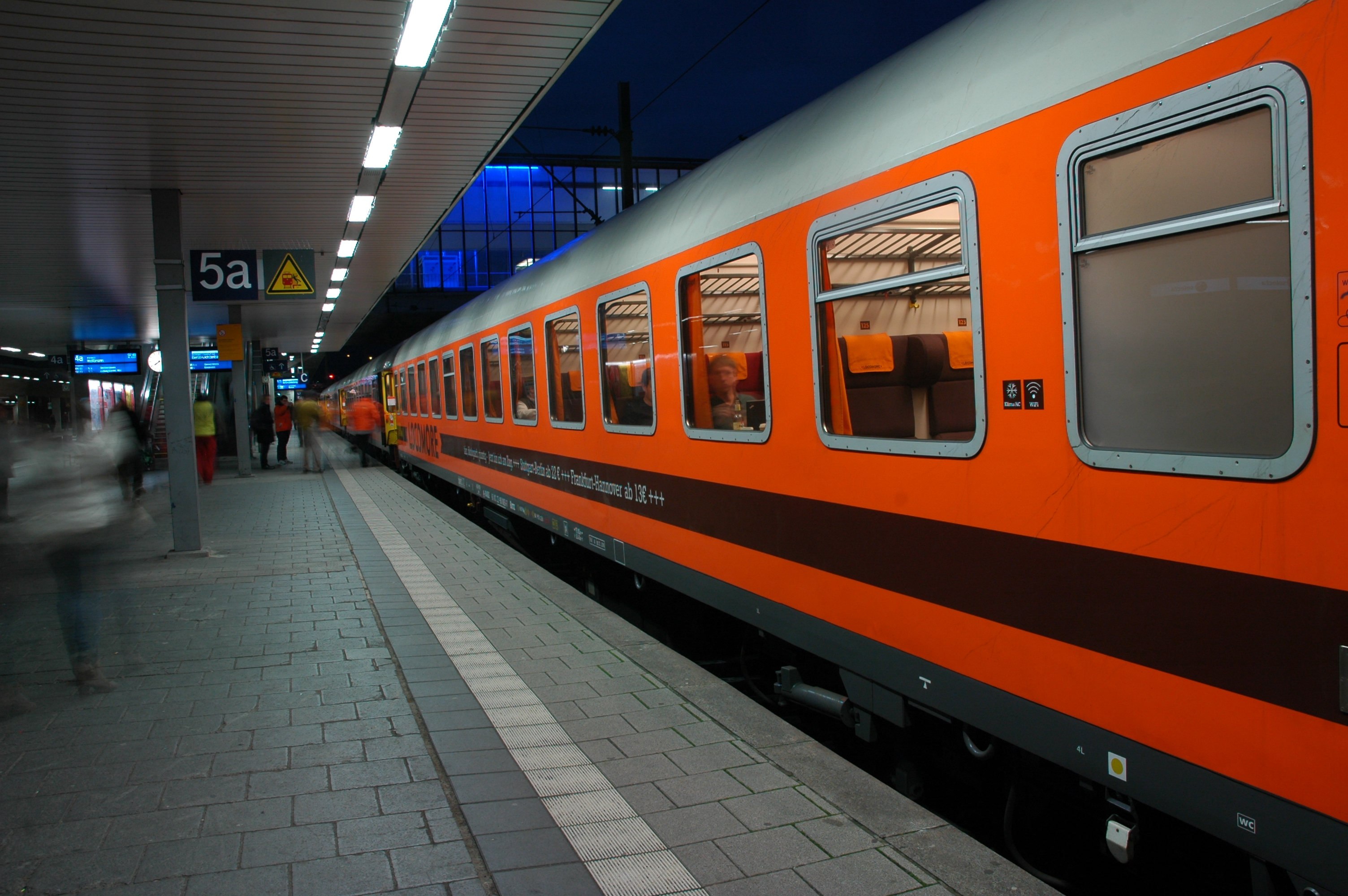
Viaje de estreno el 14 de diciembre de 2016: Locomore en la estación principal de Heidelberg

Así, se preveía la entrada en servicio en la línea Berlín-Stuttgart para septiembre de 2016, con posibilidad de ampliación a Stuttgart y Múnich (vía Ulm y Augsburgo) a partir de 2017 si resultaba exitosa.  El propietario de los coches, SRI Rail Invest GmbH, modernizó inicialmente ocho vagones Bmz en el taller Grivita de Bucarest. 
El 14 de diciembre de 2016, Locomore inició el servicio de trenes de pasajeros con solo una parte de los ocho vagones modernizados, complementándolos con vagones Bimz alquilados. Según la empresa, más de 25.000 pasajeros utilizaron el tren en las primeras cuatro semanas. 
El 10 de marzo de 2017, Locomore anunció que, además de los cinco en funcionamiento, habían llegado tres vagones modernizados más desde Grivita, de modo que los ocho vagones Locomore originalmente previstos para su uso estaban ya disponibles.  A principios de abril, Locomore pudo aumentar su flota a 14 coches. En abril de 2017, Locomore aumentó su nivel de servicio a cinco días a la semana en cada dirección, llegando en fechas especiales a hacer servicios diarios. 

## Operaciones

### Líneas Operadas
La compañía firmó en 2015 un acuerdo marco con DB Netz de cinco años de duración,  reservando varios surcos.  A partir de diciembre de 2016 circularon un par de trenes por las rutas reservadas, centrándose en el área de berlín hasta, al menos, la primavera de 2018.   
El tiempo de viaje desde Stuttgart hasta la estación central de Berlín era de seis horas y 26 Minutos (dirección sur) o seis horas y 47 minutos (dirección norte).
La composición de los trenes (número y tipo de vagones) variaba en función de las reservas realizadas, y podía variar mucho según el día de la semana, llegando a circular trenes con un máximo de doce coches. 
El tren efectuaba parada en Vaihingen an der Enz, Heidelberg, Darmstadt, Frankfurt am Main Süd, Hanau, Fulda, Kassel, Göttingen, Hannover y Wolfsburg .  Mientras que en Stuttgart solo había una parada en la estación principal, en Berlín las paradas eran el Jardín Zoológico, la Estación Central, Ostbahnhof y la terminal de Lichtenberg.  Una característica especial fue la conurbación Rin-Meno. Locomore paraba aquí con mayor frecuencia, en parte debido a los buenos horariosde la mañana y tarde, que eran adecuados para los viajeros de la zona.
Pasados los primeros 100 días, la utilización de la capacidad de los trenes se calificó de satisfactoria; sólo el tramo entre Frankfurt y Stuttgart tuvo una demanda bastante débil. 

### Accionistas y altos empleados
- 61,5 % Derek Ladewig
- 16.0 % por cinco empleados de la empresa
- 22,5 % a través de socios silenciosos

### Financiación
La financiación corrió a cargo de los accionistas, y, desde junio de 2015, mediante crowdfunding a través de la plataforma Startnext . Algunos particulares pudieron proporcionar dinero a la empresa a través de préstamos subordinados, que luego se invirtió en la empresa. El 26 de enero de 2016, la empresa anunció que había alcanzado el capital mínimo requerido para iniciar operaciones, cifrado en unos 500.000 euros,  aunque continuó recaudando hasta los 906.621 euros en 2017.  Dependiendo de la cantidad depositada, Locomore ofrecía un interés de hasta el 4,3 por ciento anual, sustituible por vales para gastar en billetes de la empresa.
Después de que la empresa se declarara en quiebra el 11 de mayo de 2017, se suspendió el crowdfunding. El administrador concursal criticó la forma de financiación, al considerarla insostenible en el sector ferroviario, que requiere mucho capital, que en el caso de Locomore era escaso, ya que habría requerido una financiación sostenida de entre tres y cinco años.

## Concurso de Acreedores y Quiebra

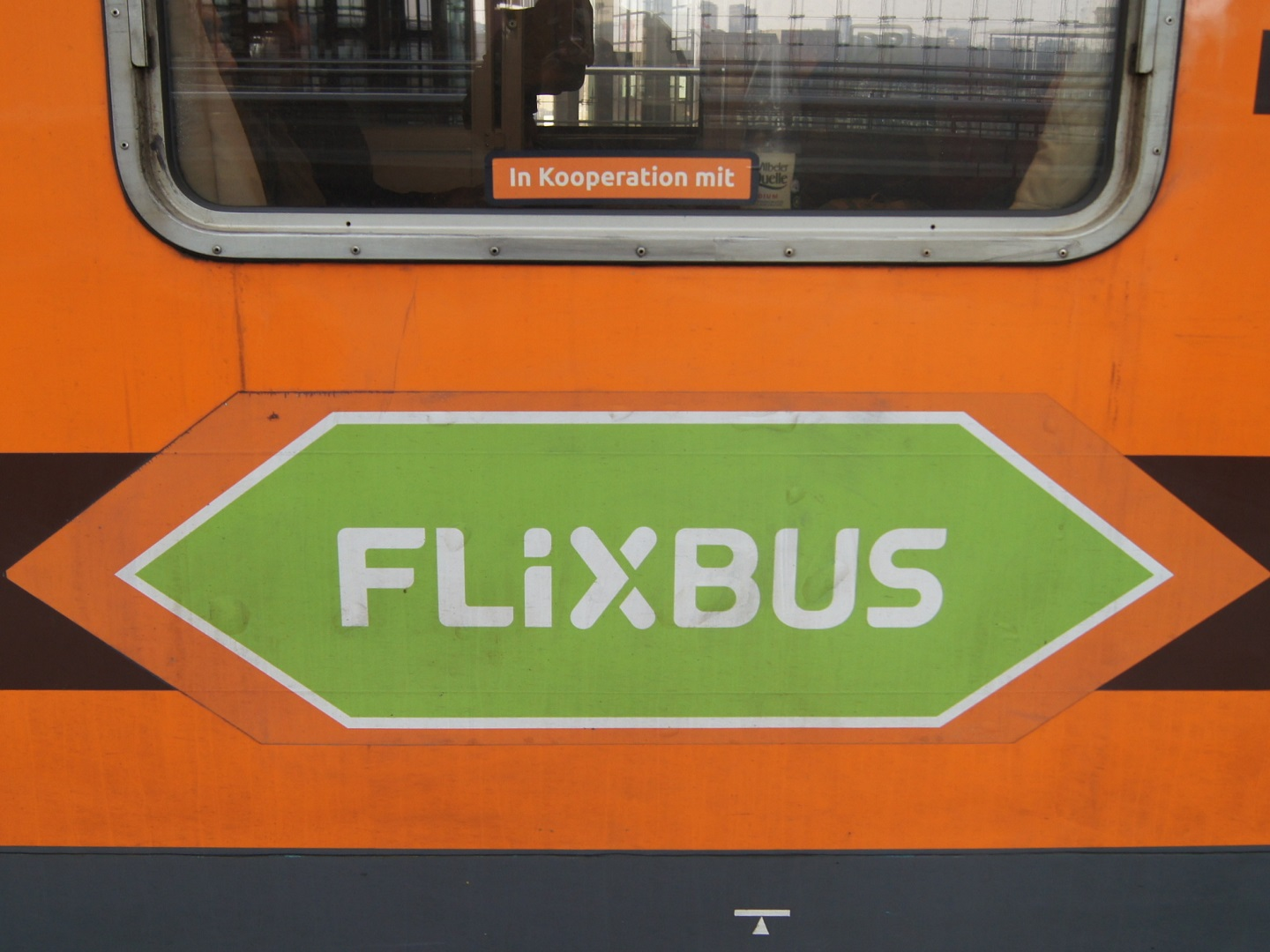
Logotipo de Flixbus en un tren que perteneció a Locomore (2018)

Debido a unos niveles de ocupación y ventas inferiores a lo esperado, Locomore se declaró en quiebra en mayo de 2017, aduciendo falta de capital para hacer frente a las pérdidas que generaba el servicio. El 16 de agosto de 2017, Leo Express anunció que compraría el material rodante de la empresa y reanudaría su operación comercial a través de su filial alemana,  integrando al equipo directivo.  
Para ello, se llevó a cabo una operación de activos, sin cambios en los horarios ni en el material de los vehículos, pero con cambios y simplificaciones en el concepto de servicio, disolviéndose la anterior compañía el 9 de agosto de 2017.  El nuevo tren, al igual que el antiguo, fue traccionado por Hector Rail, y  Leo Express se hizo cargo de los ocho vagones con un nuevo contrato de alquiler con SRI Rail Invest.  Como socio comercial, Flixmobility se hizo cargo del marketing, las ventas y la atención al cliente, así como de la fijación de precios, con el objetivo de alimentar los trenes con su flota de buses existente, y forzando a realizar las reservas desde su propia página  
Desde diciembre de 2017, se amplió el servicio a Berlin Ostkreuz, Weinheim (Bergstraße), Hannover Messe/Laatzen (en lugar de Hannover Hauptbahnhof ) y Lehrte, funcionando sólo cuatro días a la semana en cada dirección (de Berlín a Stuttgart: de jueves a domingo; de Stuttgart a Berlín: de viernes a lunes; además de los distintos días festivos).
En abril de 2018 se interrumpió la comercialización del producto bajo la marca Locomore, pasando a operar toda la flota, y algunos nuevos trenes, bajo la marca flixtrain.
En junio de 2022, la empresa Berliner Bahnservice, dirigida por el mismo director general de la antigua Locomore GmbH, Derek Ladewig, anunció su intención de ofrecer trenes chárter bajo la denominación comercial Locomore ExtraZug. 